# Joseph Lambert Massart
Joseph Lambert Massart (Liegi, 19 luglio 1811 – Parigi, 13 febbraio 1892) è stato un violinista belga.
Venne avviato alla carriera musicale dal padre e dal fratello Jean-Joseph, quindi studiò con Ambroise Delaveux. Debuttò in pubblico presso il Théâtre Royal di Liegi il 26 marzo 1822. Nonostante l'appoggio del re, non venne ammesso al Conservatorio di Parigi (allora diretto da Cherubini), in quanto straniero. Studiò violino in privato presso Rodolphe Kreutzer, entrando in conservatorio solo nel 1829, come studente di composizione (allievo di P.J. Zimmerman). Iniziò a riscuotere successo pubblico come violinista negli anni '30, dopo aver suonato in alcuni Concert Spirituel. Nel 1837 ebbe in breve tempo (due settimane) una serie di importanti concerti con Franz Liszt, Sigismund Thalberg e Théodore Labarre che accrebbero notevolmente la sua reputazione. La sua collaborazione con Liszt durò diversi anni.
Nel 1843 è divenuto insegnante presso lo stesso Conservatorio di Parigi, dove rimase in carica per 47 anni. Fu un grande didatta, fra i suoi allievi spiccano Fritz Kreisler, Eugène Ysaÿe, Henryk Wieniawski, Alfred De Sève, Charles Martin Loeffler e Teresina Tua. Nonostante ciò, non si interessò alla composizione e non scrisse alcun lavoro didattico proprio. Ha pubblicato L'arte di studiare i capricci di Kreutzer, un supplemento di 412 variazioni da studio dei capricci con diteggiature e arcate, desunte dallo studio con il suo maestro.
Dal suo ingresso in cattedra presso il conservatorio, concentrò la sua attività concertistica nell'ambito cameristico abbandonando le esibizioni solistiche. Infatti, Massart aveva una brillante tecnica, ma era molto modesto e non aveva il carattere forte di un solista virtuoso. Egli fu anche un valido quartettista e suonò spesso con sua moglie, la pianista Louise Aglaé Masson (1827–87). Suonava spesso con i suoi migliori allievi e teneva serate musicali con artisti prestigiosi presso la sua abitazione. Dopo il 1850 le sue apparizioni pubbliche divennero sempre più rare, ma la sua grande fama continuava ad attirare allievi da tutta Europa, grazie anche al fatto che il Conservatorio di Parigi non impediva più l'ammissione agli stranieri, diversamente da quando egli era studente.
Morì a Parigi il 13 febbraio 1892.